# Alberico III de Túsculo
Alberico III (falecido em 1044) foi Conde de Túsculo, juntamente com Galeria, Preneste, e Arce, a partir de 1024; quando seu irmão, o conde romano, foi eleito Papa João XIX, até sua própria morte. Foi filho de Gregório I de Túsculo e Maria, irmão dos Papas Bento VIII e João XIX, e cunhado de Thrasimund III de Spoleto.
Alberico usou o título de consul, dux et patricius Romanorum: "cônsul, duque, e patrício dos romanos". Isto representava a sua autoridade secular em Roma. Ele também tinha o titular de comes sacri palatii Lateranensis ("Conde do Sagrado Palácio de Latrão"), que significa a sua função eclesiástica na cúria papal. Durante o pontificado de seu irmão João XIX, foi feito senador, mas teve que abandonar este título para o decoro consular do supracitado, a fim de evitar tensões com o imperador Henrique II. Alberico não aparece em fontes depois de 1033, quando deixou os poderes para seu filho, o papa recém-eleito.
Casou-se com Ermelina e seu filho Teofilato III (ou IV) tornou-se o Papa Bento IX em 1032. Foi sucedido por seu segundo filho Gregório II e deixou outros três filhos: o consul, dux et senator Romanorum Pedro, Otávio e Guido, todos intitulados "Condes de Túsculo".